# Indigenismo
Der Indigenismo (spanisch; deutsch: Indigenismus) ist eine literarische und kulturelle, zunehmend auch politische Bewegung im Lateinamerika von etwa 1920 bis 1970, die seit etwa 1990 wieder erstarkt. Sie strebt zunächst die Stärkung der kulturellen Identität der indigenen Völker des Kontinents durch eine angemessene realistische, nicht idealisierende Darstellung ihrer Lebensweise an, z. B. durch Verwendung idiomatischer Sprachelemente in Dialogen und durch die Wertschätzung des indigenen kulturellen Erbes. Damit setzt sich der Indigenismo vom Indianismo Brasiliens der 1840er bis 1870er Jahre ab, der von der Naturromantik und der Begeisterung für den edlen Wilden ebenso wie von christlich-paternalistischen Sichtweisen geprägt war. Er stellte auch eine Gegenbewegung gegen die Forderung zur Assimilation der Indigenen dar, so durch die Forderung nach Nutzung der indigenen Sprachen als Schriftsprachen. Zunehmend wendet sie sich heute politisch gegen Diskriminierung und weißen Ethnozentrismus.

## Vorgeschichte und Entstehung als kulturelle Bewegung
Wie die Vertreter des Indianismo nahmen die des Indigenismo an, dass sich die indigenen Kulturen in eine gemeinsame nationale Kultur integrieren lassen, jedoch sollte dabei keine totale Verschmelzung erfolgen, wie sie vom Hispanismo angestrebt wurde: Ihr Eigenwert sollte erhalten bleiben und erkennbar sein. Diese Aufwertung der indigenen Kulturen erfolgte zwar zunächst meist durch nicht-indigene Autoren, führte jedoch zum Bruch mit dem verbreiteten Sozialdarwinismus und einer rassistischen Evolutionstheorie des späten 19. Jahrhunderts, die die Assimilation oder Anpassung an die angeblich kulturell höherstehende weiße Rasse postulierten. 

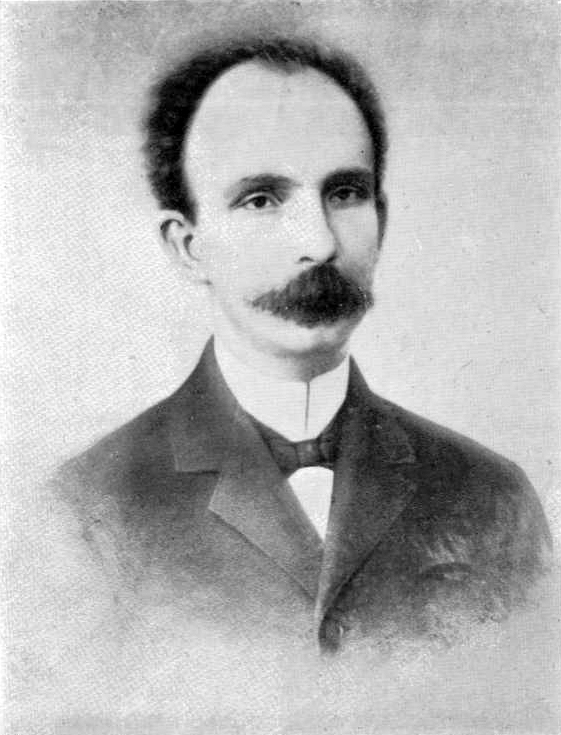
José Martí (Bleistiftzeichnung von Federico Edelmann y Pinto (1869–1931) nach einem Porträt, 1896)

Zu den Vorläufern des literarischen Indigenismo gehört der Ecuadorianer Juan León Mera, der in seinem Roman Cumandá (1879) die Liebesbeziehung zwischen einer Indigenen und einem weißen Grundbesitzer mit tragischem Ende beschreibt. In Mexiko besann man sich nach dem Verlust großer Teile des Landes an die USA und nach der Wiederherstellung der Republik 1867 verstärkt auf die präkolumbianische Geschichte des Landes. In den letzten Dekaden des 19. Jahrhunderts wurde die spanische Okkupation Mexikos immer kritischer gesehen. Das zeigen Bilder wie die „Episoden der Eroberung“ von Félix Parra (1877) oder die „Folterung des Cuauhtémoc“ von Leandro Izaguirre (1893).
Auch José Martí kann zu den Vorgängern des Indigenismo gezählt werden. Einerseits versucht er die Erinnerung an die  präkolumbianische indigene Kultur als spirituelles Modell der amerikanischen Zivilisation zu retten, andererseits fordert er die Integration ethnischer Minderheiten in den Prozess des Aufbaus moderner lateinamerikanischer Gesellschaften, der sich vor dem Hintergrund der Dekolonisierung der letzten Bastionen des Hispanismus und der drohenden sozioökonomischen Kolonisierung durch die Vereinigten Staaten am Ende des 19. Jahrhunderts vollziehen sollte.

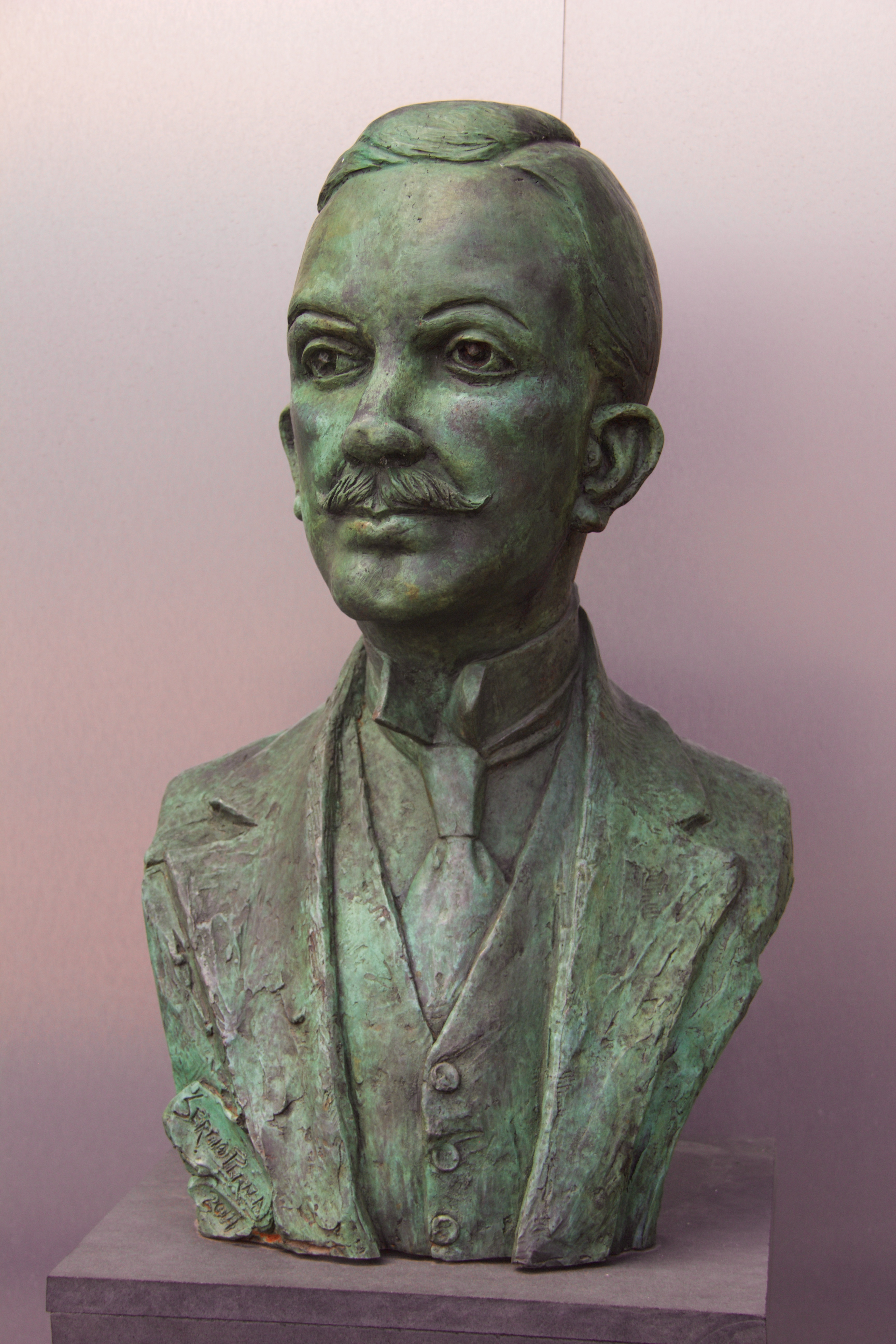
Büste von Manuel Gamio (1883–1960), Erforscher Teotihuacans und Begründer der mexikanischen indigenistischen Bewegung, im Templo Mayor, Mexiko-Stadt

Zur Entwicklung des Indigenismo trugen auch Erkenntnisse von Anthropologen und Linguisten bei, die die Gelehrsamkeit und Kunstfertigkeit der Indios würdigten. Zu diesen Wegbereitern des Indigenismo zählt vor allem der mexikanische Anthropologe und Archäologe Manuel Gamio mit seinem programmatischen Buch Forjando patria: pro nacionalismo (1916; deutsch: „Das Vaterland schmieden - für den Nationalismus“). Diese Position schien sowohl mit nationalistischen als auch mit panamerikanischen Positionen vereinbar.

## Institutionalisierung des Indigenismo 1910–1945
Regionaler Schwerpunkt indigenistischer Literatur war neben Mexiko, wo nach der Revolution von 1910 bis 1920 der Indigenismo ein Teil der nationalen Ideologie wurde, vor allem die Andenregion (sog. indigenismo andino).

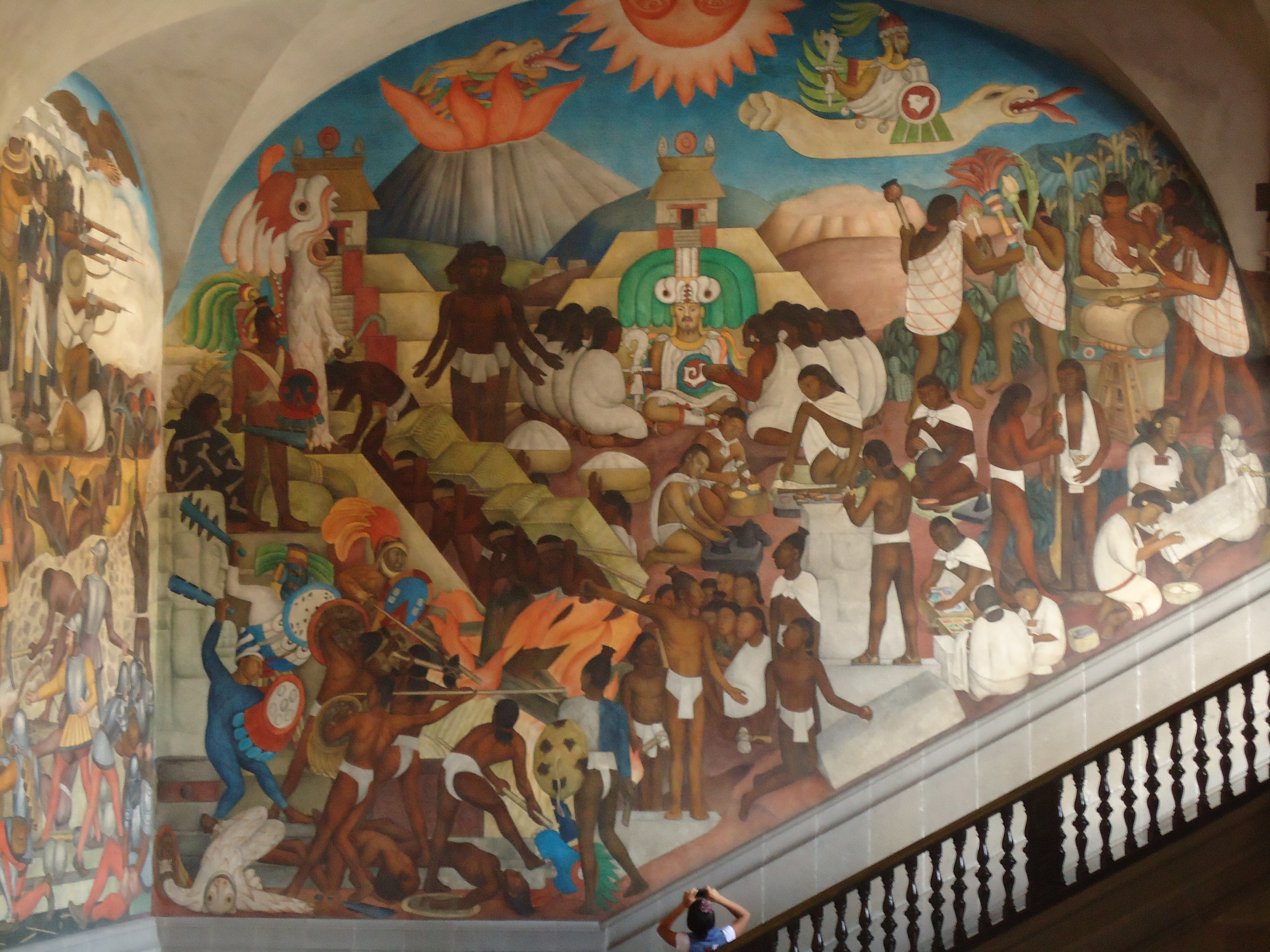
Das alte Mexiko. Wandgemälde von Diego Rivera im Palacio Nacional, Mexiko-Stadt

In Peru setzte der Indigenismo früh ein, vertreten etwa durch den Dichter und anarchistischen Aktivisten Manuel González Prada. Bereits in den 1920er Jahren benutzte Porfirio Meneses Lazón Kichwa für seine Arbeiten. Auch der Anthropologe José María Arguedas gehörte mit seiner spanischsprachigen Erzählung Warma kuyay („Kinderliebe“, 1933) zu den Begründern des peruanischen literarischen Indigenismo, zu dessen wichtigsten Vertretern Ciro Alegría mit seinem Hauptwerk El Mundo es ancho y ajeno (1941) gehört, das in Chile erscheinen musste. Politisch wurde die Bewegung vom sozialistischen Partido Aprista Peruano unterstützt, der eine Stärkung der autochthonen Kräfte des Landes forderte.
In Bolivien wurde seit den 1930er Jahren der Eigenwert der Indiokultur hervorgehoben und Kichwa als Schriftsprache anerkannt. In Ecuador schrieb Jorge Icaza in einer von Kichwa-Vokabeln durchdrungenen Sprache sein Hauptwerk Huasipungo (1930), eine Schlüsselwerk des Indigenismo.
Weltweit bekannt wurde der Indigenismo durch die mexikanischen Muralistas („Wandmaler“) wie David Alfaro Siqueiros und Diego Rivera. Kommunistische Parteien Lateinamerikas identifizierten sich oft mit der Bewegung des Indigenismo, da sie auf die Aufhebung der rassistischen Spaltung der Arbeiterschaft zielte.

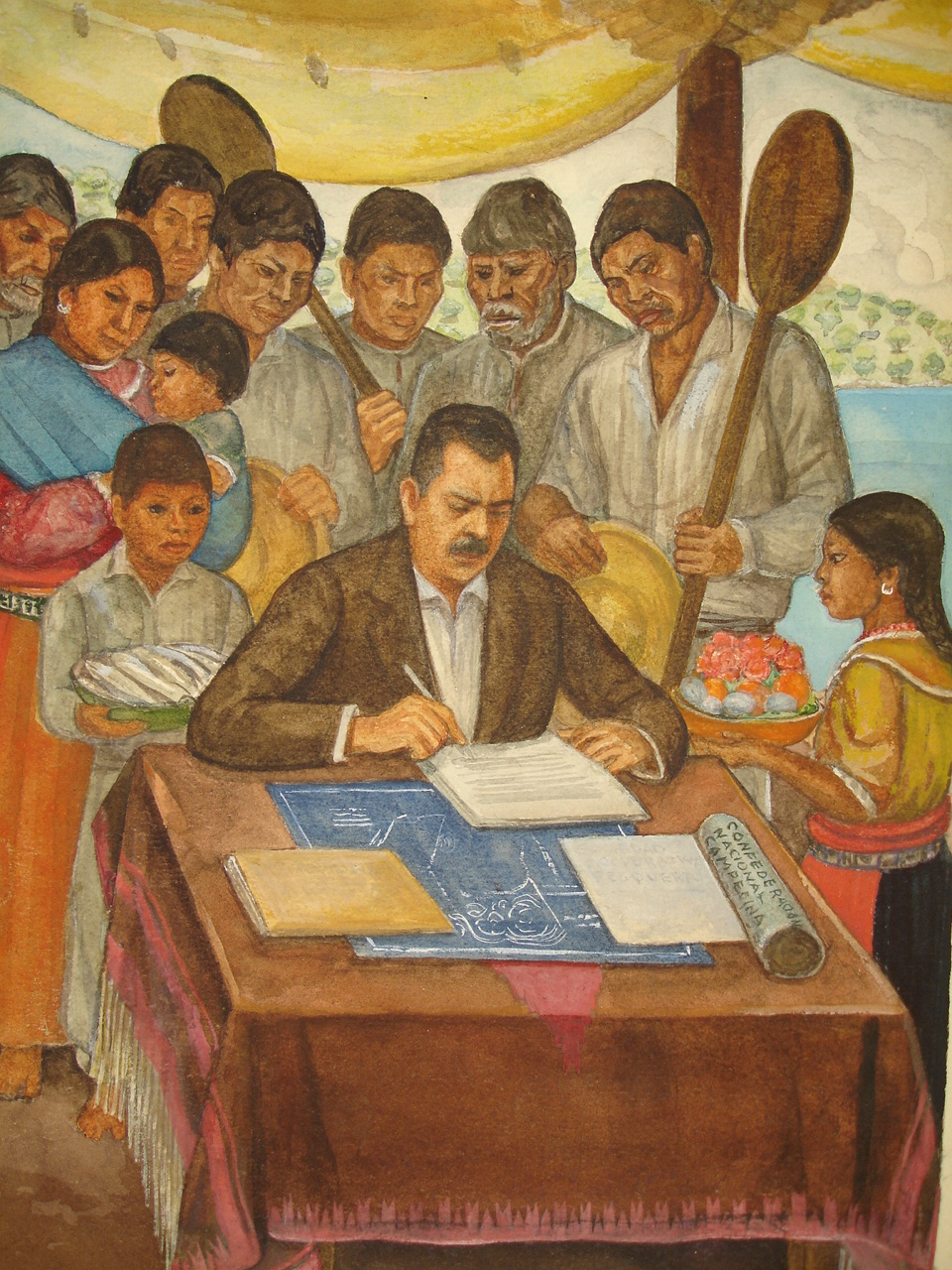
Präsident Cárdenas unterzeichnet die Agrarreform. Wandgemälde in Jiquilpan de Juárez (1938)

Die Institutionalisierung des Indigenismo hat eine inter-amerikanische Dimension. 1931 erörterten John Collier, Commissioner des Bureau of Indian Affairs der USA, und der mexikanische Anthropologe Manuel Gamio die Notwendigkeit der Gründung einer interamerikanischen Organisation, die als Clearinghouse dienen und anthropologische Daten sammeln sowie den Erfahrungsaustausch in Bezug auf die Politik der Indigenen fördern könnte. Offiziell wurde die Gründung eines Interamerikanischen Indigenistischen Instituts (III) erstmals auf der Octava Conferencia Panamericana (Lima 1938) diskutiert.
1940 wurde der erste interamerikanische indigenistische Kongress in Pátzcuaro (Mexiko) unter der Schirmherrschaft des populistischen Präsidenten Lázaro Cárdenas del Río abgehalten. Dieses Kongress wurde von Moises Sáenz (1888–1941) organisiert, der als von John Dewey beeinflusster Reformpädagoge dem Gedanken der Assimilation der Indigenen durch Verbesserung der ländlichen Bildung verpflichtet war. 1942 wurde das Inter-American Indigenist Institute (III)) in Mexiko gegründet, dessen erster Direktor der Anthropologe und Archäologe Manuel Gamio (1883–1960) wurde. So zielte die mexikanische Politik der „institutionalisierten Revolution“ faktisch doch auf Assimilation und Hispanisierung der Indigenen, wenn auch durch Bildung und Landverteilung.
In der Folgezeit entstanden in mehreren lateinamerikanischen Staaten indigenistische Institute zur Erforschung der indigenen Kulturen und Sprachen wie z. B. das 1945 gegründete Instituto Indigenista Nacional de Guatemala. In Guatemala trug Miguel Ángel Asturias wesentlich zum Erhalt und zur Popularisierung der indigenen Mythen und Legenden bei.
Die für Modernisierung und Assimilation eintretenden Strömungen gerieten immer wieder in Konflikt mit dem Indigenismo. So trat José Martí als glaubwürdiger Vertreter der Interessen der Indigenen in ganz Lateinamerika 1880 zugleich für die Enteignung des von Indigenen nicht bewirtschafteten Landes in Argentinien im Interesse der Modernisierung des Landes ein.

## Kritik, Niedergang und neuer Aufschwung als politische Bewegung
Nachdem die Bedeutung des Indigenismo mit den fortschreitenden ökonomischen Modernisierungsprozessen und dem steigenden Einfluss der US-Politik und auch der nordamerikanischen Literatur in den 1950er bis 1970er Jahren zurückging, drohte er zur Folklore zu verkommen. Eine Anthropologenkonferenz in Barbados kritisierte, dass die staatliche Politik des Indigenismo auch zu kulturellen Ethnoziden führen könne. Der Insgenismo lebte jedoch seit Ende der 1980er Jahre wieder auf, und zwar in Form nicht mehr nur kultureller, sondern politisch-sozialer Bewegungen wie der Mapuche-Bewegung in Chile. Auf der anderen Seite kam es im Rahmen des Cultural turn der 1990er Jahre punktuell zu Allianzen wischen neoliberalen und neo-indigenistischen Strömungen, denen die Chance auf politische Beteiligung mit dem Ziel ihrer Einbindung in wettbewerbsorientierte ökonomische Strategien gewährt wurde.
Im 21. Jahrhundert bezog der Indigenismus als antikolonialistische politische Ideologie deutlich Stellung gegen den Neoliberalismus und die Wirkungen der Globalisierung. Er nutzt dabei Mobilisierungs- und Kampfformen des Populismus. Verwandte Bewegungen in der Karibik sind die Black Renaissance, die Negritude oder der haitianische Indigenismus.
2009 wurde das Internationale Indigenistische Institut in Mexiko aufgelöst.